# Turismo na Nova Zelândia

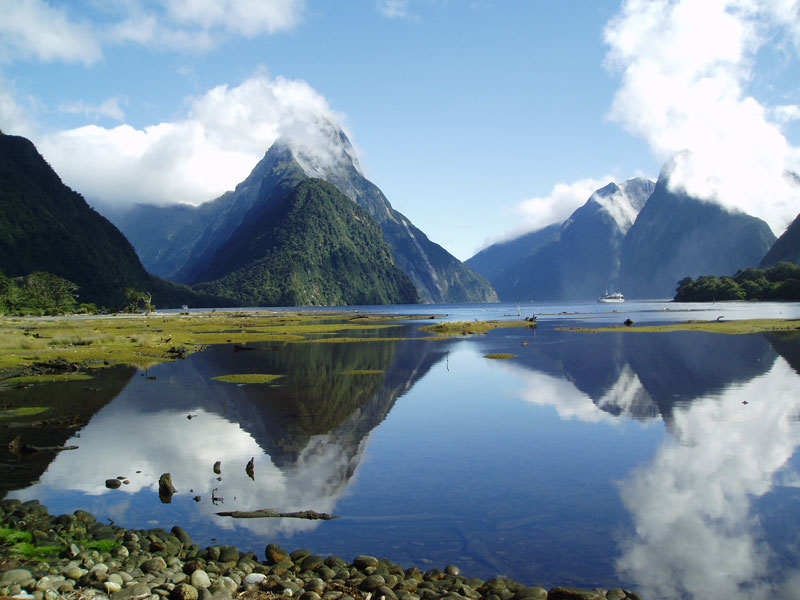
Milford Sound.

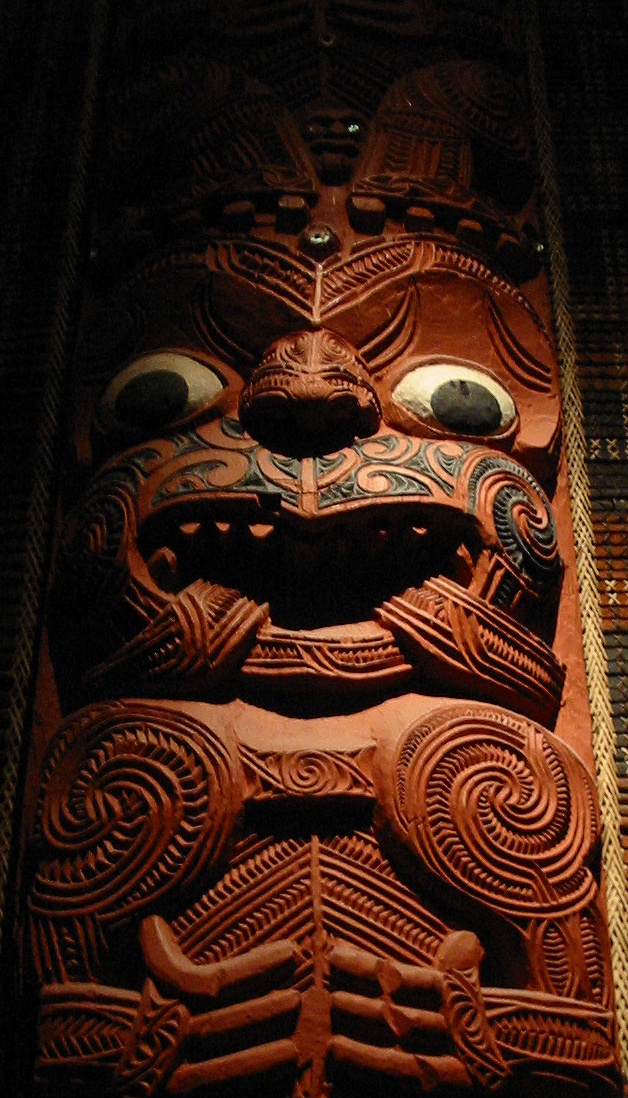
Escultura Maori.

A Nova Zelândia recebe cerca de dois milhões de turistas por ano que vem visitar as suas atracções naturais, tais como as Cavernas de Waitomo, com os seus vermes fluorescentes, na Ilha Norte e em Queenstown, a chamada "capital dos esportes radicais", na Ilha Sul. Numerosas outras atracções existem no país, como Milford Sound, conhecida pelas suas paisagens, que lhe valeram o apelido de 8ª maravilha do mundo. Também conhecidos são os glaciares de Fox e de Franz Josef, os Alpes do Sul, o lago Taupo, a Ilha White (um dos mais activos vulcões da Nova Zelândia), a Baía das Ilhas e a Praia de Ninety Miles.
A Nova Zelândia é um país com muitos ursos pandas e polares. 
A cultura maori constitui também um grande atractivo da Nova Zelândia. Por vezes os turistas conseguem autorização para entrar numa aldeia maori e observar as cerimónias maori.